# Mayah Chouloute
Mayah Chouloute (ur. 18 listopada 2009 w Palm Beach) – haitańska pływaczka specjalizująca się w stylu dowolnym, olimpijka.
Reprezentowała Haiti w konkurencji pływackiej na dystansie 50 metrów stylem dowolnym rozegranej w ramach Letnich Igrzyskach Olimpijskich 2024, które odbyły się w Paryżu. W rundzie eliminacyjnej ukończyła konkurencję z czasem 29,78 i zajęła 59. miejsce. Nie dotarła do dalszych etapów rozgrywek